# Monika Adamczak-Retecka
Monika Adamczak-Retecka – polska prawnik, doktor habilitowany nauk społecznych w dyscyplinie nauki prawne, profesor uczelni w Uniwersytecie Gdańskim, specjalność naukowa: prawo Unii Europejskiej.

## Życiorys
W 2002 ukończyła studia prawnicze na Wydziale Prawa i Administracji Uniwersytetu Gdańskiego. Tam też na podstawie napisanej pod kierunkiem Zdzisława Brodeckiego rozprawy pt. Odpowiedzialność odszkodowawcza jednostki za naruszenie prawa wspólnotowego otrzymała w 2009 stopień naukowy doktora nauk prawnych (dyscyplina: prawo, specjalność: prawo Unii Europejskiej). Na macierzystym wydziale na podstawie dorobku naukowego oraz rozprawy pt. Odpowiedzialność odszkodowawcza za szkody klimatyczne z perspektywy prawa Unii Europejskiej uzyskała w 2019 stopień doktora habilitowanego w dziedzinie nauk społecznych w dyscyplinie nauki prawne.
Została profesorem uczelni w Uniwersytecie Gdańskim w Wydziale Prawa i Administracji w Katedrze Prawa Europejskiego i Komparatystyki Prawniczej.